# Olga Pulić
Olga Pulić z domu Gere (ur. 27 września 1942 w Nowym Sadzie) – jugosłowiańska lekkoatletka, specjalistka skoku wzwyż, wicemistrzyni Europy z 1962.
Zajęła 8. miejsce w skoku wzwyż na mistrzostwach Europy w 1958 w Sztokholmie. Na igrzyskach olimpijskich w 1960 w Rzymie zajęła 9. miejsce (wraz z czterema innymi zawodniczkami).
Zdobyła srebrny medal na mistrzostwach Europy w 1962 w Belgradzie, za Iolandą Balaș z Rumunii, a przed Lindą Knowles z Wielkiej Brytanii. Zajęła 7. miejsce na igrzyskach olimpijskich w 1964 w Tokio.
Na pierwszych europejskich igrzyskach halowych w 1966 w Dortmundzie zdobyła srebrny medal za Iolandą Balaș, a na mistrzostwach Europy w 1966 w Budapeszcie zajęła 5. miejsce. Zwyciężyła w mistrzostwach krajów bałkańskich w 1966 w Sarajewie.
Olga Pulić była mistrzynią Jugosławii w skoku wzwyż w latach 1960–1966, a także halową mistrzynią Jugosławii w 1961 i 1963.
Wielokrotnie poprawiała rekord Jugosławii w skoku wzwyż od wyniku 1,60 m (4 maja 1958 w Nowym Sadzie) do 1,76 m (14 września 1962 w Belgradzie).